# Paweł Kasperowicz Ostrowicki
Paweł Kasperowicz Ostrowicki herbu Topór – marszałek hospodarski i marszałek oszmiański w latach 1566–1570, dzierżawca oniksztyński w latach 1564–1566, sędzia zamkowy wileński w latach 1555–1562, chorąży oszmiański od 1554 roku.
Jako poseł powiatu oszmiańskiego był obecny na sejmie w Lublinie w 1569 roku. Jako przedstawiciel Wielkiego Księstwa Litewskiego podpisał akt unii lubelskiej 1569 roku.